# William Hirons
William Hirons (* 15. Juni 1871 in Wolston; † 5. Januar 1958 in Nottingham) war ein britischer Leichtathlet und Tauzieher.
Hirons nahm 1908 bei den Olympischen Spielen in London im Tauziehen teil und gewann mit der britischen Mannschaft die Goldmedaille. Tatsächlich gingen die Silber- wie die Bronzemedaille ebenfalls an britische Teams. Mit damals 36 Jahren war Hirons das älteste Mitglied der Goldmedaillenmannschaft. Wie sämtliche Teammitglieder aller drei britischen Mannschaften arbeitete auch Hirons als Polizist.
Hirons Mannschaft trug den Namen London City Police. Im Finale des Wettbewerbs am 18. Juli 1908 schlug die London City Police die als Liverpool Police Team betitelte zweitplatzierte Mannschaft. Die Deutlichkeit des Sieges wurde medial betont, nachdem das unterlegene Liverpool Police Team zuvor mit Manipulationsvorwürfen während des Wettbewerbs konfrontiert war.